# 1911年の相撲
1911年の相撲（1911ねんのすもう）は、1911年の相撲関係のできごとについて述べる。
1910年-1911年-1912年

## できごと
1月場所直前、力士の待遇改善を巡って協会と力士が対立、力士側は場所のボイコットに及んだ（新橋倶楽部事件）。1月23日に両者和解が成立、場所は1か月遅れで開催された。しかし場所の2日目の勝負判定を巡って西方力士が検査役不信任を突き付けたため、場所中にも2日間の中断が起こった。
中央大学相撲部創部。

## 本場所など
- 2月場所（東京相撲）[3]
  - 興行場所:両国国技館
  - 2月4日より10日間興行
  - 75対72で東方勝利。旗手は雲竜辰五郎。個人優勝は太刀山峰右エ門。
- 2月場所（大阪相撲）[2]
  - 興行場所:難波新川土橋西詰
  - 2月16日より晴天10日間興行
- 6月場所（東京相撲）[4]
  - 興行場所:両国国技館
  - 6月10日より10日間興行
  - 西方勝利。旗手は玉椿健太郎。個人優勝は太刀山峰右エ門。
- 10月場所（大阪相撲）[5]
  - 興行場所:難波新川土橋西詰
  - 10月7日より晴天10日間興行

## 誕生
- 1月7日 - 笠置山勝一（最高位：関脇、所属：出羽海部屋、+ 1971年【昭和46年】）[6]
- 1月7日 - 荒駒兵衛（最高位：十両7枚目、所属：湊川部屋、+ 1995年【平成7年】）
- 2月24日 - 平戸灘常吉（最高位：十両6枚目、所属：山分部屋、+ 没年不明）
- 3月30日 - 巴潟誠一（最高位：小結、所属：高島部屋→友綱部屋、+ 1978年【昭和53年】）[7]
- 6月15日 - 照錦富治（最高位：十両4枚目、所属：伊勢ノ海部屋→花籠部屋、+ 1971年【昭和46年】）
- 7月1日 - 鏡川四郎（最高位：十両12枚目、所属：二子山部屋、+ 没年不明）
- 12月8日 - 十三錦市松（最高位：前頭7枚目、所属：出羽海部屋、+ 1983年【昭和58年】）[8]
- 12月8日 - 綾錦久五郎（最高位：前頭11枚目、所属：振分部屋→湊川部屋、+ 2003年【平成15年】）[9]
- 12月11日 - 錦龍山宗治（最高位：十両13枚目、所属：粂川部屋、+ 没年不明）

## 死去
- 5月7日 - 有村直吉（最高位：前頭3枚目、所属：入間川部屋、年寄：入間川、* 1871年【明治4年】）[10]
- 8月30日 - 芳ノ山夛治郎（最高位：前頭4枚目、所属：境川部屋→武隈部屋→高砂部屋、* 1861年【文久元年】）